# 巴布什金島
巴布什金島（英語：Babushkin Island）是南極洲的島嶼，位於奧次地，處於阿切角以北10公里，由蘇聯探險隊繪入地圖和命名，現時由南極條約體系管理。